# ديريك باكمان
ديريك باكمان (بالإنجليزية: Derek Backman)‏ هو لاعب كرة قدم أمريكي، ولد في 6 يناير 1966 في جنوب أفريقيا. لعب مع تامبا باي موتيني.